# Сервийска крепост
Сервийската крепост (на гръцки: Κάστρο Σερβίων) е средновековно укрепление в Южна Македония, Гърция, разположено над съвременния град Сервия (Серфидже).

## Местоположение
Крепостта е разположена в планината Шапка (Титарос), непосредствено южно над Сервия.

## История
Крепостта е построена между 560 и 650 година в годините на управлението на императорите Юстиниан Велики или Ираклий. По-голямата част от запазеното днес укрепление датира от средновизантийската епоха - XI - XII век, но в стените са идентифицирани и ранните фази от VI - VII век, както и фазите, които могат да бъдат свързани с програмата за реконструкция и ремонт крепости на императорите Лъв V Арменец (813 - 820) и Роман I Лакапин (959 - 963). По време на Палеолозите в XIII - XV век също са извършени обширни ремонти и промени.
От края на IX век в епархийски списък на Лъв VI Философ е засвидетелствано съществуването на Сервийската епископия, подчинена на Солунската митрополия. В края на X век крепостта е завладяна от българския цар Самуил, а през 1001 година е превзета отново от император Василий II Българоубиец. През 1018 година Василий II частично разрушава стените, за да не може крепостта да се използва като укритие от българската армия.
В 1204 година Сервия е окупирана от латините, а в 1216 година попада под контрола на деспота на Епир Теодор Комнин. След битката при Клокотница в 1230 година, крепостта е окупирана от деспот Михаил II Комнин, който веднага ремонтира стените.
В 1257 година Севрия пада под властта на никейския император Теодор II Ласкарис. В 1341 година е завладяна от сръбския крал Стефан Душан, а в 1350 година е окупирана отново от Йоан VI Кантакузин, за да бъдат разрушена от османците в 1393 година. По време на османското владичество средновековната цитадела е изоставена, а долният град и частта отвън стените са гъсто населени.
В 1745 година седалището на епархията е преместено в Кожани. Християнските църкви не са преврънати в джамии, а се ремонтират и зазиждат, като продължават да функционират до XIX век, когато старото селище е изоставено.
Акрополът, поради своята укрепена позиция, е използван до XX век, по време на Втората световна война. Във вътрешността му са запазени следи от сгради, които вероятно са служили за резиденция на командващия, казарми, складове, конюшни и други.

## Описание
Крепостта представлява особено сложна система от укрепления, която може да се сравни с отбранителните системи на важни средновековни градове, като Солун, Бер и Сяр. Общата площ на крепостта е около 100 декара. Тя е с неправилна форма, продиктувана от необичайната структура на стръмната скала, върху която се намира. Разделена е на три неравни укрепени части. Акрополът (цитаделата) в най-високата точка, горният град и долният град.

### Горен град
Горният град обхваща 20 декара. Запазени са основите на много къщи и ограждащите го стени, които са имали многоъгълна форма, с кръгли и правоъгълни кули, следващи склона на хълма.

### Долен град
Долният град обхваща 75 декара. Запазени са стени, част от централната висока порта на замъка, части от акведукти, много руини и следи от къщи и църкви. Три църкви са запазени в сравнително добро състояние, със забележителни стенописи - голямата византийска Базилика на оглашените от XI век, „Свети Йоан Предтеча“ от XIV век и манастирът „Св. св. Теодор Тирон и Теодор Стратилат“, високо на стръмна скала с фантастична гледка.
Малко са запазените останки от външната стена, главно в югоизточната, западната и северната страна на града, която е била единствената достъпна. Според исторически разкази там е била централната порта, където свършва главният път, водещ към крепостта. В средната стена, в най-добре запазената й западна част, се разкрива друга порта, водеща от долния град към горния.

### Цитадела
Акрополът обхваща 2,5 декара и днес са запазени кулите, които са били високи над 20 m, големи части от стени и следи от сгради. Западната кула, висока 18 m, е имала три етажа, разделени с дървени подове, както свидетелстват видимите днес дупки от гвоздеи на гредите, които поддържат дървените подове. Северната кула е запазена наполовина, тъй като е пострадала по време на Втората световна война. От външната страна на двете кули се отварят два малки прозореца един над друг и един отстрани. Фасадите на двете кули показват внимателно изграждане: между неправилните камъни са вмъкнати цокли и се вижда проста керамична украса. Те са датирани към периода на Палеолозите, или по време на сръбското владичество (1341 - 1350 година), или по време на византийската власт след 1350 година.
Южната кула е солидна. Тя е кръгла в основата си и петоъгълна в останалата част. Тази различна структура вероятно се дължи на ремонти от XIII век след разрушаването на крепостта от Василий II. Източната кула е с триъгълна форма. Запазена е до височината на основата и изглежда принадлежи към по-ранна фаза.